# Зюсмильх, Иоганн Петер
Иоганн Петер Зюсмильх (нем. Johann Peter Süßmilch, 3 сентября 1707, Целендорфе, тогда — деревня под Берлином, ныне — часть берлинского района Штеглиц-Целендорф — 22 марта 1767, Берлин) — пастор, универсально образованный учёный и общественный деятель Эпохи Просвещения, занял видное место в истории статистики благодаря своему сочинению «Die Göttliche Ordnung in den Veränderungen des menschlichen Geschlechts, aus der Geburt, dem Tode und der Fortpflanzung desselben erwiesen»(«Наблюдения божественного порядка в изменениях человеческого рода, доказанного из рождения, смерти и размножения такового») (1741 и 1761, с предисловием Хр. Вольфа).

## Биография
Сын шорника, впоследствии торговца Элиаса Зюсмильха. Учился в Нойбранденбурге, в гимназии при Сером Монастыре (нем. Gymnasium zum Grauen Kloster) в Берлине, в 1727 году посещает лекции по медицине в Collegium medicum-chirurgicum в Галле, с 1728 года изучает в Йене юриспруденцию, медицину и теологию, параллельно занимаясь репетиторством. Защитившись, в 1732 году приезжает в Берлин, намереваясь через короткое время вернуться в Йену, с тем, чтобы преподавать в тамошнем университете. Однако родители высказываются против его планов, Зюсмильху приходится остаться в Берлине. Поступает домашним учителем в семью фельдмаршала Калькштейна, через 4 года, когда подрастает старший сын фельдмаршала, Калькштейн предлагает Зюсмильху место священника в своем полку. Полковым священником принимает участие в первой кампании Войны за австрийское наследство.
В 1741 году — приходской пастор в городках Этцин и Кноблаух (ныне оба в составе Кетцина). С 1742 года — старший пастор (Propst) берлинского района Кёльн, пастор общины Св. Петра, консисторский советник и, с 1750 года, старший консисторский советник в Берлине. Состоял в правлении Директории бедных (организация общественной благотворительности). Цензор сочинений по теологии (с 1749 года).
Член Прусской Королевской Академии наук с 1745 года. Переписывался с Лессингом и Кантом. Публиковал сборники проповедей и проповеди, затрагивающие актуальные политические темы, вроде заключения мира с Россией; сочинения по истории, архитектуре и градостроительству, языкознанию. Оставил свои воспоминания участника и очевидца битвы при Мольвице в Силезии 10 апреля 1741 года и первой оккупации Берлина российскими войсками в октябре 1760 года. Впервые опубликованное в 1990 году «Известие об обстоятельствах нападения на королевскую резиденцию Берлин российских императорских войск под командованием господина генерала и графа фон Тотлебен» («Umstände Nachricht von dem Ueberfall der Königl. Residentz, Berlin von Rußisch Kaiserl. Truppen unter dem Commando He. Generals und Graffen von Tottleben»), написанное по горячим следам (текст представлен в цензуру 18 октября 1760 года, через неделю после описываемых событий), отличается непредвзятостью и стремлением к объективному изложению событий, что, наряду с полнотой и обстоятельностью, делает его интереснейшим источником по истории Семилетней войны).
В 1756 году приобрёл основанную Фридрихом в 1753 году колонию Фридрихсгнаде (спустя 10 лет переименована во Фридрихсхаген, ныне часть берлинского района Кёпеник, юго-восточная окраина Берлина). Занимался насаждением плантаций тутовых деревьев. Работа на тутовых плантациях и разведение шелковичных червей стали впоследствии на долгие годы основным источником существования для жителей Фридрихсхагена, Зюсмильх, тем самым, признается фактическим основателем района. Однако единственная улица немецкой столицы, носящая его имя, находится не во Фридрихсхагене, а в Целендорфе, там, где он родился.

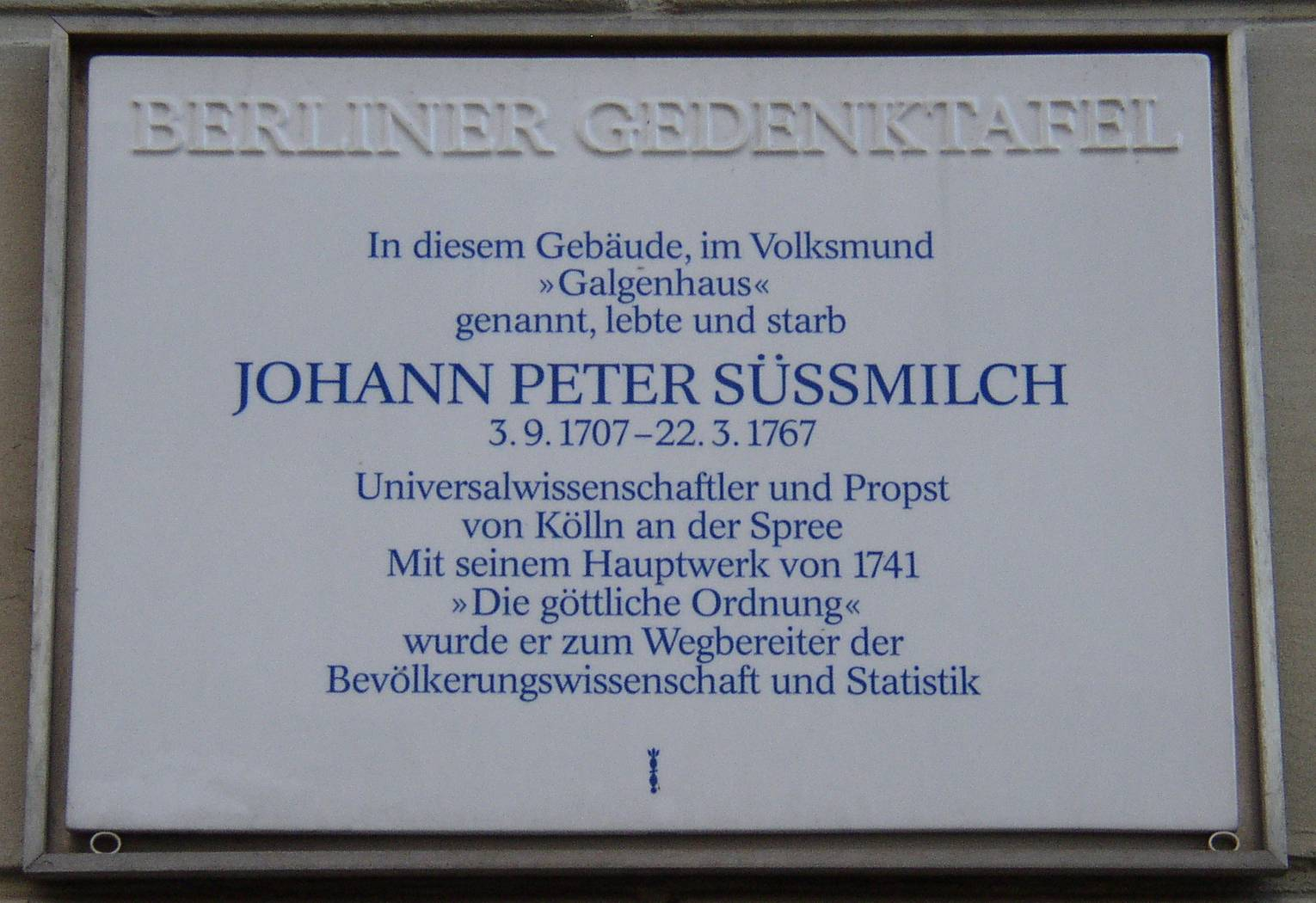
Мемориальная таблица в Берлине

## Научная деятельность
Под влиянием работ англичан Дж. Граунта, У. Петти и других, Зюсмильх начал работать над имеющимся в наличии немецким статистическим материалом (главным образом — над церковными книгами Прусского государства), с целью исследовать закономерность в области движения населения. Этим Зюсмильх существенно отличался от господствовавшей в то время в Германии «описательной» школы Конринга-Ахенваля.
Зюсмильх был одним из первых провозвестников того математического, научного направления статистики, которое затем было усвоено Кетле и его школой. Отличительной особенностью Зюсмильха была известная тенденциозность, как то показывает самое название его труда. Зюсмильх не пользовался чистой индукцией, не подходил к материалу без предвзятых выводов, а искал в нём подтверждения Божеского завета прародителям: «плодитесь и размножайтесь, и наполняйте землю» (Быт. I, 28).
В равенстве числа лиц обоего пола в брачном возрасте Зюсмильх видит исполнение заповеди о моногамии. Такой же верховный порядок автор находит в постоянстве цифр смертности общей и по возрастам из года в год, в постоянном перевесе числа рождающихся над числом умирающих (13:10) и т. д. Он признает, однако, что внешние условия могут изменять этот порядок (один смертный случай в деревне на 40-45 жителей, а в городе — на 25-32).
Поэтому он резко высказывается против роскоши, нищеты, войн, плохого управления и т. д., как против факторов, искажающих божественный порядок, а (во 2-м изд. — за освобождение личности и земли крестьян, за уничтожение барщины и за разные улучшения в хозяйстве. «Наивно теологическая» точка зрения (как её назвал Адольф Вагнер) приводит Зюсмильха к важным общественным выводам, несмотря на скудость материала, бывшего у него в распоряжении, и на склонность автора к чересчур смелым обобщениям. Работа Зюсмильха, при всех своих достоинствах, не имела прочного успеха; предполагают, что Кетле она даже не была известна.